# Дубечнівський заказник
Дубе́чнівський зака́зник — загальнозоологічний заказник місцевого значення в Україні. Розташований у межах Ковельського району Волинської області, між селами Дубечне, Рокита, Глухи і Текля.

## Опис
Площа 1792 га. Статус надано згідно з рішенням облвиконкому від 4.09.1985 року. Перебуває у віданні ДП «Старовижівське ЛГ» (Дубечнівське л-во, кв. 4–9, 16, 17, 19–24, кв. 47, вид. 1–24, кв. 48, вид. 1–5, 7–25, 27–29, 31–43, кв. 49, вид. 1–7, 9–11, 15–18, 24–35, кв. 50, вид. 2, 4–8, 10, 12–15, 20, 22–29, 31, 32, 34–39, 41–45, кв. 51, вид. 4, 6, 8, 14–16, 20–24, 27, 31–40, 42, 47–52).
Статус надано для збереження хвойно-широколистяного лісового масиву, де у підліску зростають крушина ламка, ліщина звичайна, ожина звичайна, а трав'яному покриві — орляк звичайний, підмаренник запашний, печіночниця звичайна, копитняк європейський, ряст порожнистий, конвалія звичайна, чорниця та брусниця.
У заказнику водяться ссавців: лось звичайний, сарна європейська, свиня дика, лисиця звичайна, вивірка звичайна, куниця лісова, заєць сірий; птахи, занесені до Червоної книги України: тетерук, орябок, глушець, лелека чорний.
У межах заказника розташовані: Ботанічна пам'ятка природи місцевого значення «Сосна звичайна — 200 років» та Ботанічна пам'ятка природи місцевого значення «Дуб звичайний велетень».

## Галерея

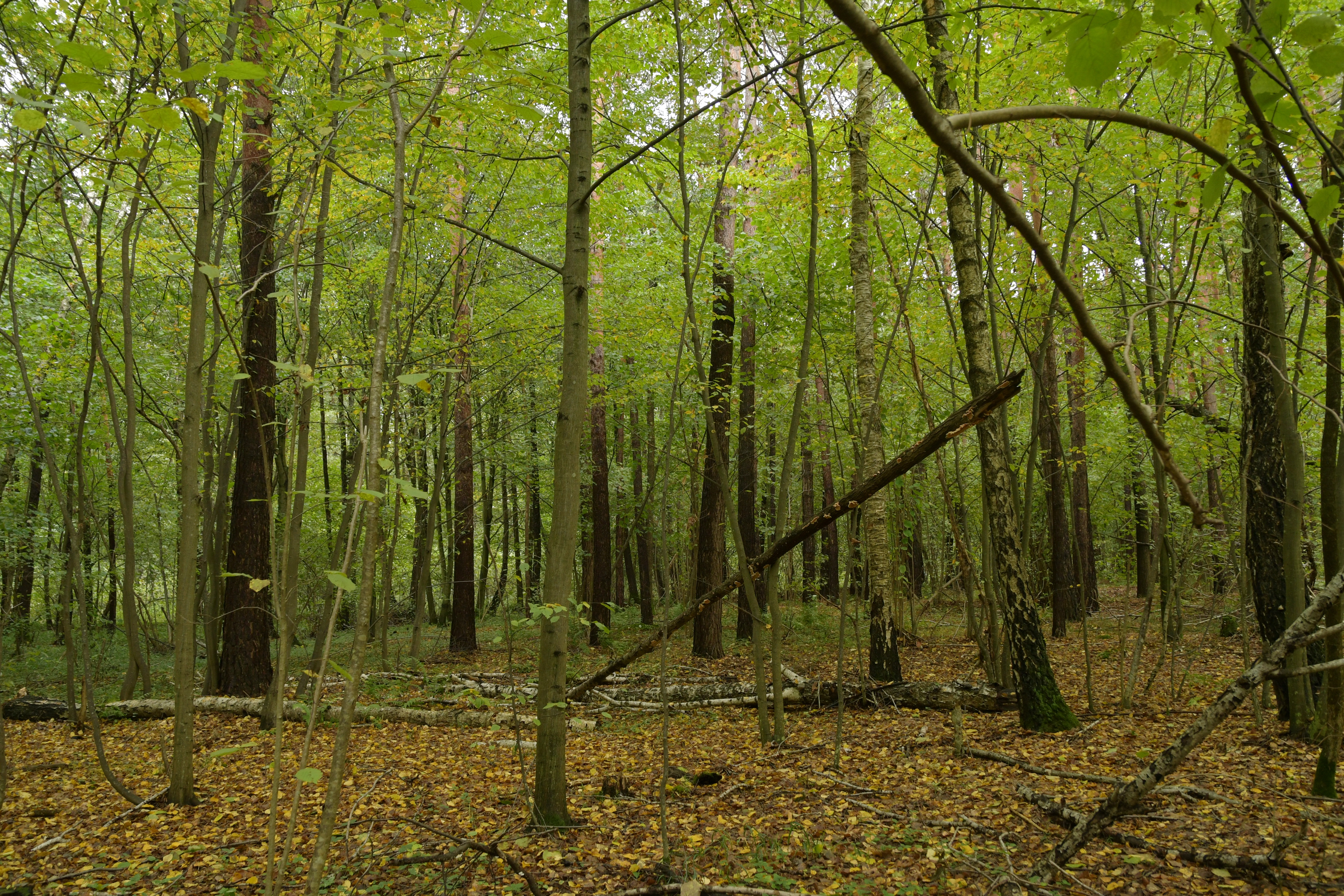
Заказник у північно-східній частині
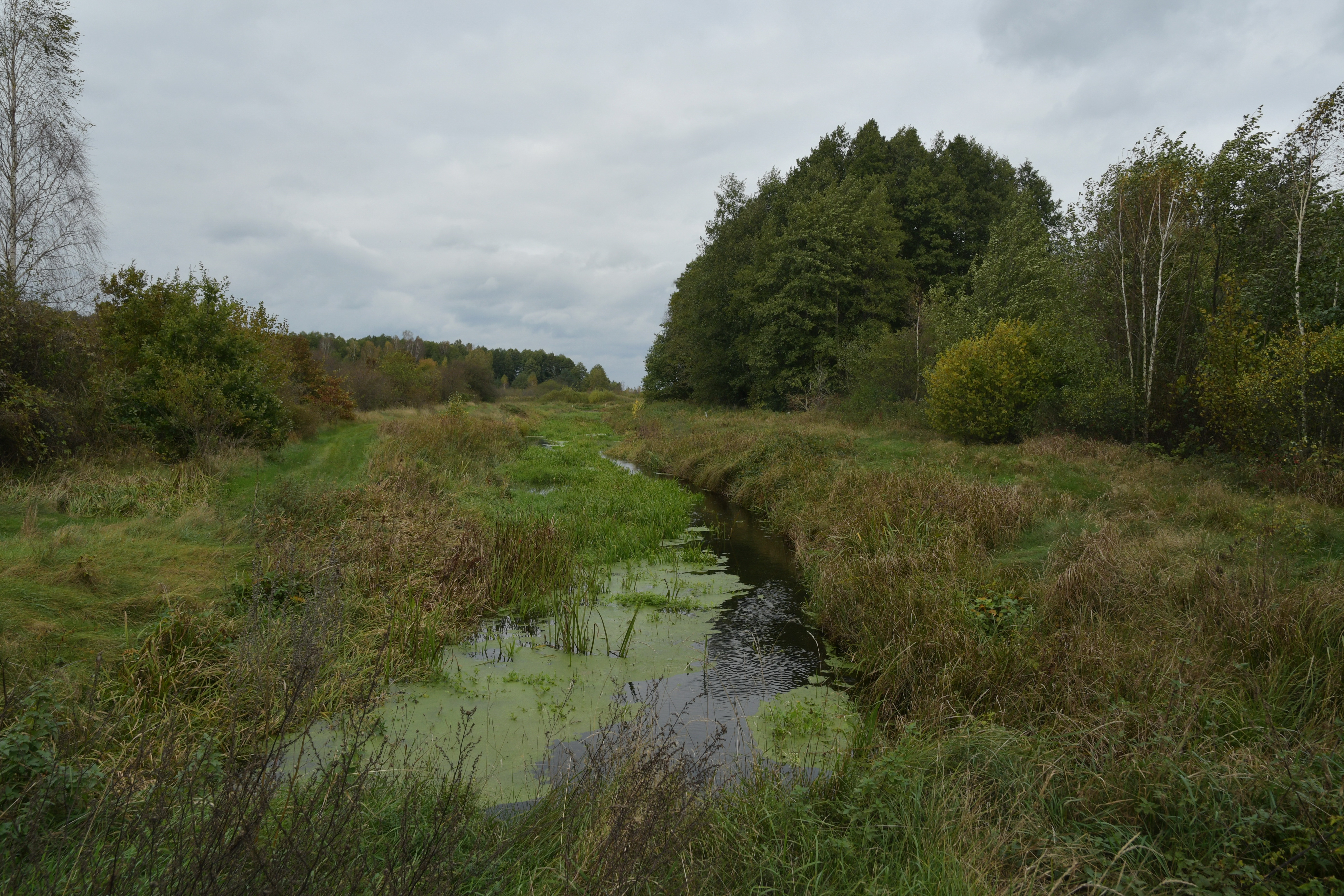
Заказник у північно-східній частині
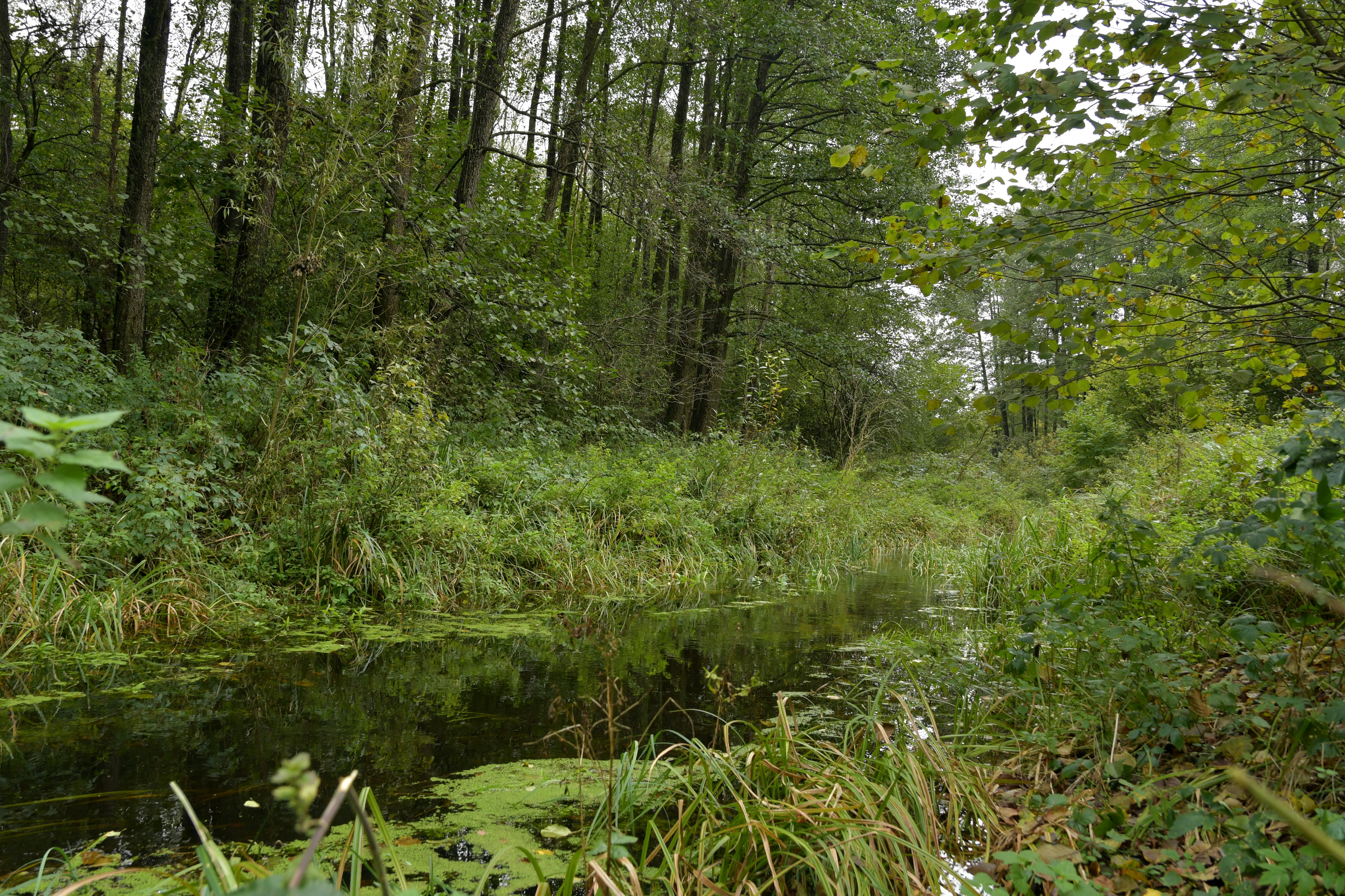
Річка Текля
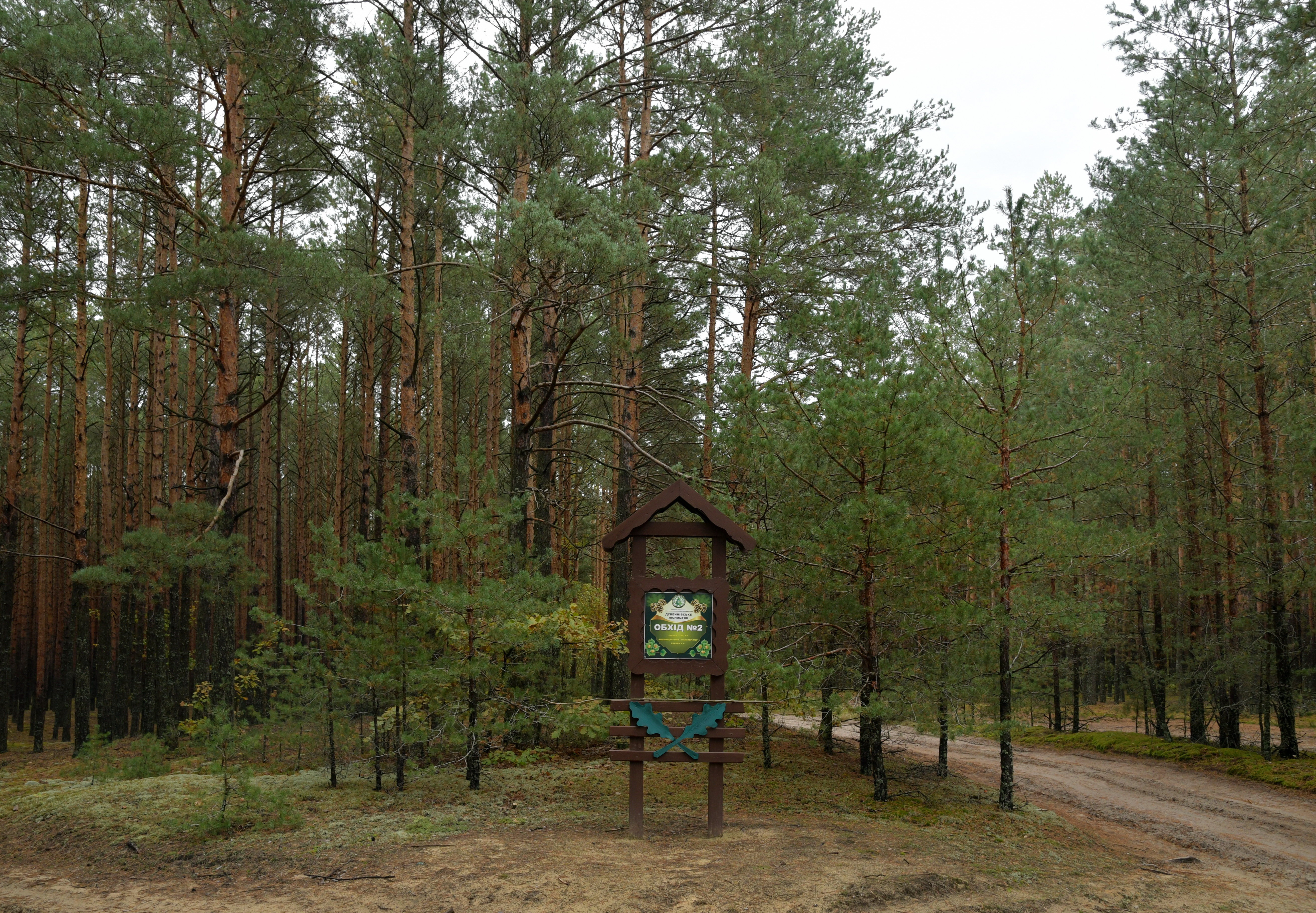
Заказник у західній частині
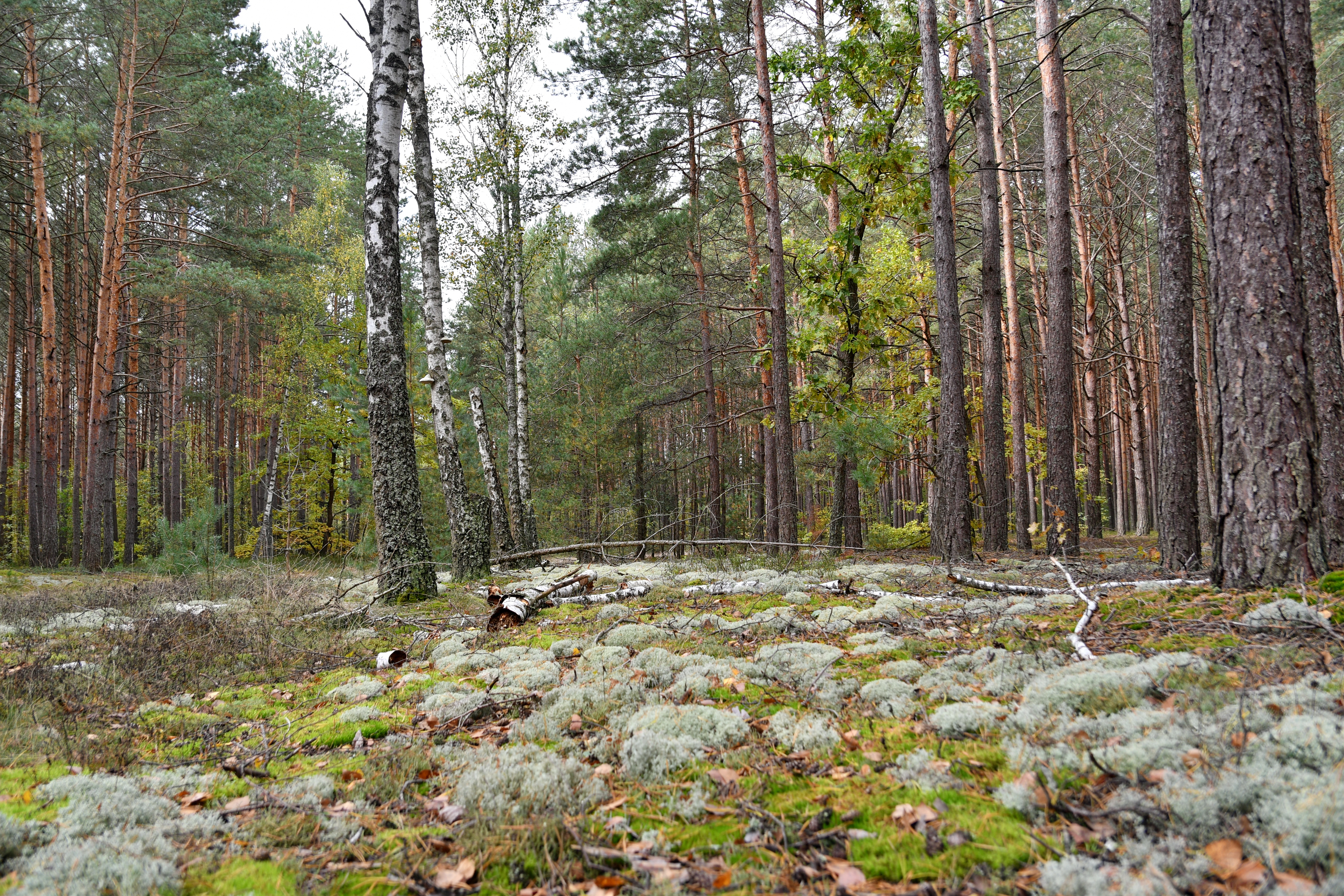
Вигляд центральної частини
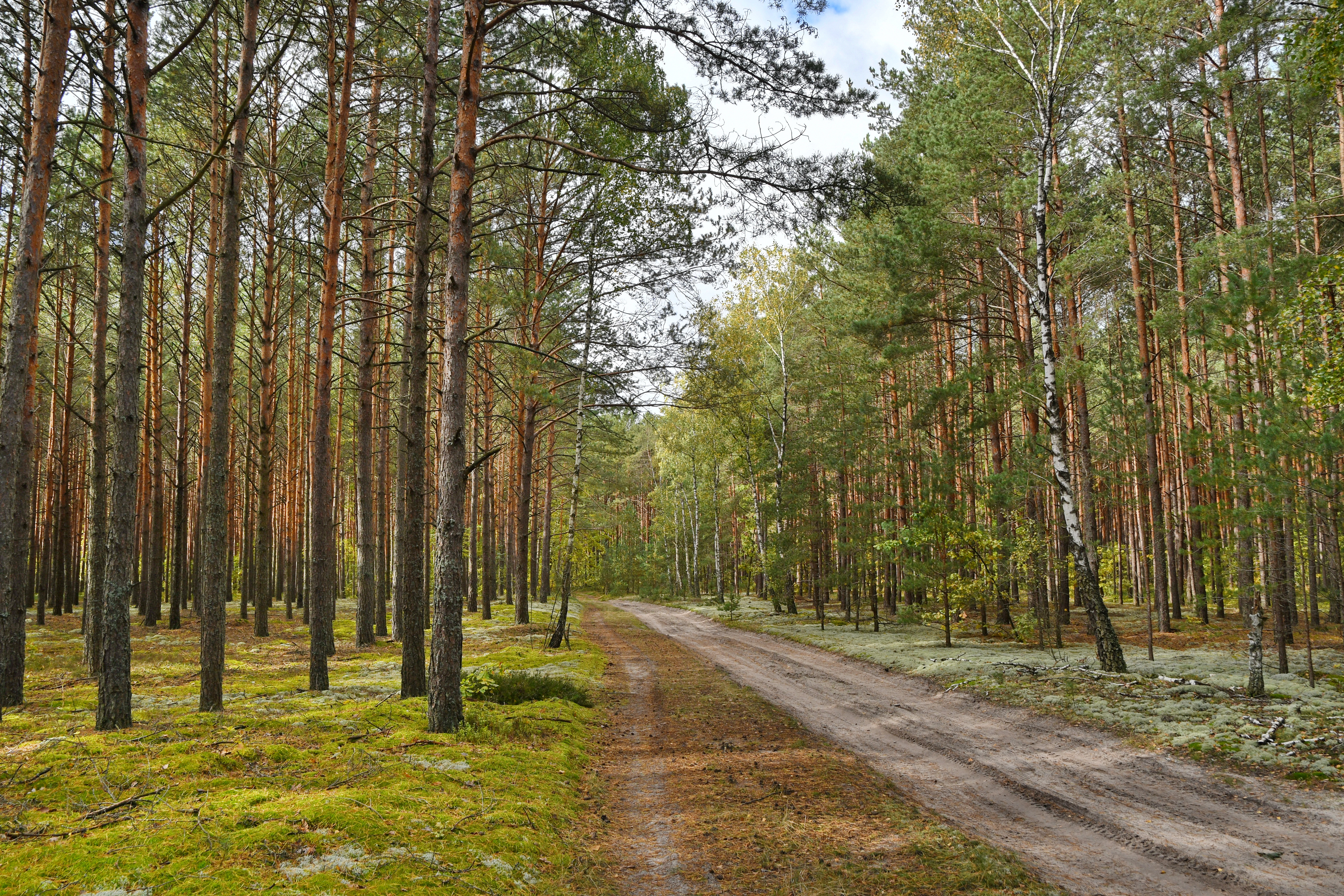
Вигляд центральної частини
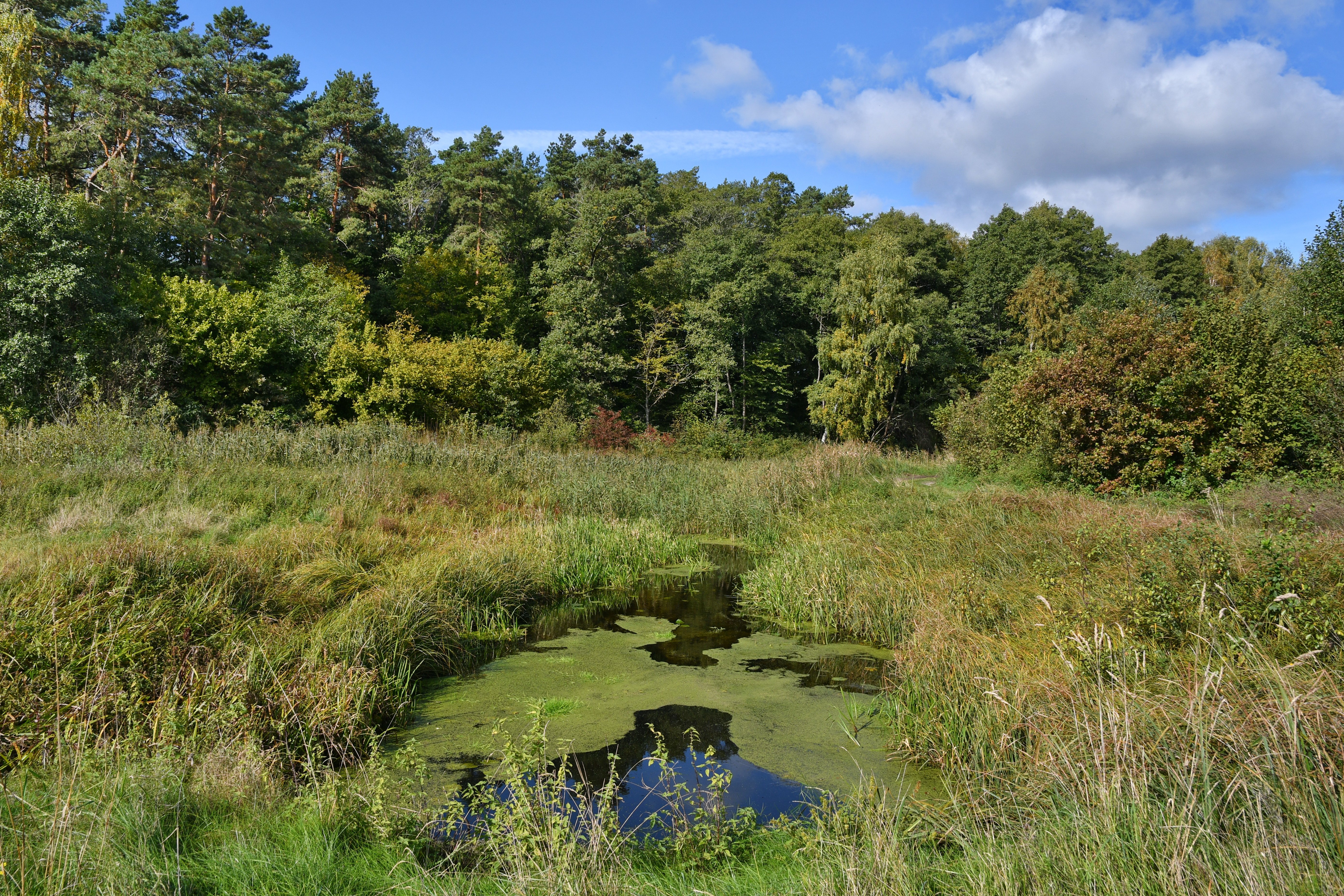
Вигляд з північного заходу
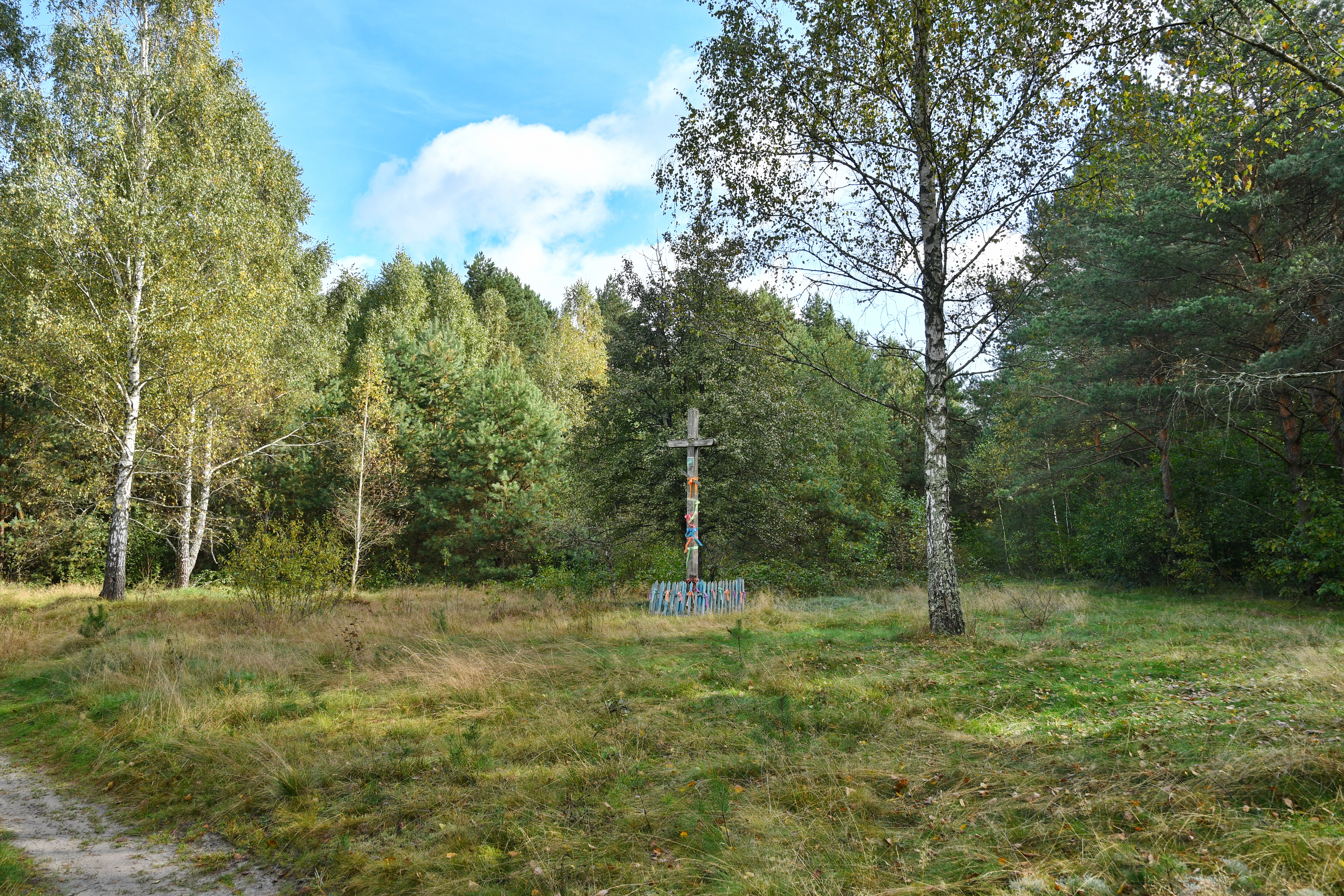
Хрест на роздоріжжі